# Учурга
Учурга — река в России, протекает по Солтонскому району Алтайского края. Устье реки находится в 154 км по правому берегу реки Бия. Длина реки составляет 24 км.

## Данные водного реестра
По данным государственного водного реестра России относится к Верхнеобскому бассейновому округу, водохозяйственный участок реки — Бия, речной подбассейн реки — Бия и Катунь. Речной бассейн реки — (Верхняя) Обь до впадения Иртыша.